# Westcliffe Estates
Westcliffe Estates är en stadsdel i Kanadas huvudstad Ottawa, i provinsen Ontario. Westcliffe Estates ligger 99 meter över havet och antalet invånare är 4 358.